# Юаньмоу
25°42′21″ пн. ш. 101°52′09″ сх. д. / 25.70583° пн. ш. 101.86906° сх. д.
Юаньмоу (кит. 元谋县, пін. Yuánmóu Xiàn) — один із повітів КНР у складі Чусюн-Їської автономної префектури, провінція Юньнань. Адміністративний центр — містечко Юаньма.

## Географія
Юаньмоу переважно лежить на південь від річки Янцзи на Юньнань-Гуйчжоуському плато.

### Клімат
Повіт знаходиться у зоні, котра характеризується вологим субтропічним кліматом. Найтепліший місяць — червень із середньою температурою 26,8 °C. Найхолодніший місяць — грудень, із середньою температурою 14,2 °С.
| Клімат повіту Юаньмоу                              | Клімат повіту Юаньмоу | Клімат повіту Юаньмоу | Клімат повіту Юаньмоу | Клімат повіту Юаньмоу | Клімат повіту Юаньмоу | Клімат повіту Юаньмоу | Клімат повіту Юаньмоу | Клімат повіту Юаньмоу | Клімат повіту Юаньмоу | Клімат повіту Юаньмоу | Клімат повіту Юаньмоу | Клімат повіту Юаньмоу | Клімат повіту Юаньмоу |
| Показник                                           | Січ.                  | Лют.                  | Бер.                  | Квіт.                 | Трав.                 | Черв.                 | Лип.                  | Серп.                 | Вер.                  | Жовт.                 | Лист.                 | Груд.                 | Рік                   |
| Середній максимум, °C                              | 23,7                  | 26,5                  | 29,7                  | 32,3                  | 32,9                  | 32,7                  | 31,4                  | 31,3                  | 30,2                  | 28,2                  | 25,7                  | 23,2                  | 29                    |
| Середня температура, °C                            | 14,5                  | 17,5                  | 21,1                  | 24,5                  | 26,2                  | 26,8                  | 25,8                  | 25,3                  | 24,2                  | 21,7                  | 17,3                  | 14,2                  | 21,6                  |
| Середній мінімум, °C                               | 7,2                   | 9,8                   | 13,3                  | 17,1                  | 20,4                  | 22,3                  | 21,9                  | 21,3                  | 20,3                  | 17,4                  | 11,4                  | 7,7                   | 15,8                  |
| Норма опадів, мм                                   | 8.3                   | 4.2                   | 7.6                   | 14.3                  | 61.2                  | 120.8                 | 140.1                 | 108.4                 | 90.1                  | 58.1                  | 19.6                  | 4.8                   | 637.5                 |
| Вологість повітря, %                               | 53                    | 43                    | 39                    | 39                    | 50                    | 63                    | 72                    | 73                    | 71                    | 69                    | 67                    | 62                    | 58                    |
| -------------------------------------------------- | --------------------- | --------------------- | --------------------- | --------------------- | --------------------- | --------------------- | --------------------- | --------------------- | --------------------- | --------------------- | --------------------- | --------------------- | --------------------- |
| Джерело: Дані метеостанції №56763 (КНР, 1991-2020) |                       |                       |                       |                       |                       |                       |                       |                       |                       |                       |                       |                       |                       |